# 虱目魚
虱目魚（學名：Chanos chanos）是東南亞一帶的重要魚獲物，溫水性魚類，分佈在亞熱帶或熱帶的海域。其他俗名有海草魚、安平魚、國姓魚、麻虱目、麻虱目仔、遮目魚、狀元魚、牛奶魚（英語：milk fish）等。名稱可能來自西班牙、葡萄牙語sabalo。
在東太平洋由南美洲北部延伸到加州中南部都可見其蹤跡，在西太平洋和印度洋〈尤其由台灣南部沿海一直穿過巴士海峽延伸到印度群島〉其行蹤更為頻繁。因為不耐寒，所以魚塭水溫過低會造成大量死亡。除了臺灣養殖此魚以外，菲律賓和印尼等東南亞國家也有虱目魚養殖。而臺灣的虱目魚養殖技術，被認為最早係17世紀由荷蘭人自印尼引入臺灣。

## 名稱
因其吃藻類和海草而稱海草魚，虱目魚吃素。虱目魚食底藻，也是雜食性；在草食性魚種中，虱目魚成長算是相當快的一種。其名稱來源眾說紛云，包括：
- 源自西班牙語。林明男博士認為中南美之西班牙語系稱虱目魚為sábalo，而在荷蘭統治時期傳入臺灣[4]。中央研究院臺灣史研究所助研究員鄭維中亦同意此說法[5]。
- 源自原住民語。「masame」這個名稱是西拉雅的語言，《臺灣通史》中記載：「台南沿海事以蓄魚為業，其魚為麻薩末，番語也。」
- 源自其外型。鄧火土博士認為其眼睛上有一脂性眼瞼，故為塞目魚轉訛。
- 源自日語。可能是來自日文的さば（saba），跟台語的發音相似，而日文さば（saba）指的是鯖魚（又稱青花魚），在台灣都是製成一夜乾（台灣魚販稱日本鹹魚）或者加工成番茄汁魚罐頭，鯖魚和虱目魚外觀極為相似，但是鯖魚體型略小約30公分以下，虱目魚最大可達170公分，因此可以想像日本殖民時代，台灣人將虱目魚和鯖魚混淆，給了一個さば的發音的台語化名字，口誤至今。

至於傳說方面，有說當鄭成功到台灣時，老百姓獻上虱目魚作為貢品，鄭成功用濃濃的閩南語泉州腔問：「啥乜魚（什麼魚）？」，由於「啥乜」聽起來音近「虱目」，百姓便以此為魚名。另稱國姓魚。。
虱目魚之英文名為Milkfish，夏威夷原住民語稱作awa，在菲律賓叫做Bangus，在爪哇稱Ikan Bandeng，在台灣有時還叫麻虱魚。

## 特徵
虱目魚有著對稱以及流線的體型，有著分叉尾鰭。最大可以長到1.8公尺長，但是一般市面上大小在50公分以下。無齒，主要的食物是藻類和無脊椎動物。具有極發達的脂眼瞼（adipose eyelid），幾乎完全遮蓋魚眼。一歲以前的虱目魚約在600克以內，過冬的虱目魚可達到約50至70公分、1至1.5公斤。
體為長卵型而側扁，全身有不易掉落之銀白色小圓鱗。側線明確，腹面圓且無稜鱗。口小，在兩顎及口蓋部無齒，眼有脂瞼。刺多肉味美。尾鰭深深分叉，體呈銀白色，背面灰棕色，市體長四十公分左右，體重約二百至四百克。在菜市場上，虱目魚一向神彩奕奕、銀白色的肌膚配上緊密之圓鱗更是光艷照人，細長的身軀，在水中更是耀眼奪目；以專業的術語來說，牠上市時一直都是在硬直期（rigor mortis），常常從中間下凹頭尾向上彎，是獨一無二的魚姿，換句話說，牠是在非常新鮮的狀態。

## 生態習性
由於屬於熱帶及亞熱帶水域魚類，此魚頗為畏寒，若水溫降至14℃以下即有被凍死的現象，故養殖需有越冬的準備。其能適應各種不同鹽度的棲息環境，屬於廣鹽性魚類，從河川中的淡水到河口紅樹林區到海洋中的砂質底地形或珊瑚礁區的環境，皆有其蹤跡廣泛分佈在印尼、太平洋的熱帶及亞熱帶海域，但東太平洋地區較為少見。台灣南部較常見。

## 繁殖特性
- 產卵期：4至9月
- 繁殖魚齡：雌性6歲以上
- 繁殖魚齡：雄性5歲以上
- 繁殖體型：雄性5至7公斤
- 抱卵數：80至100萬
- 繁殖水質：水溫27至30℃，鹽度30至35psu

## 養殖情況
虱目魚是台灣、印尼和菲律賓等國家的重要養殖物種之一，其為台灣水產養殖產業中，僅次於吳郭魚，養殖面積最大，生產量最高，影響面最廣的養殖產業，分佈於西南沿海一帶的雲林、嘉義、台南、高雄、屏東等縣市，其中又以嘉義、台南、高雄養殖最多。 高雄虱目魚養殖年產量約1萬3,949公噸，年產值約10億1,800萬元，年產量及年產值均佔全國第2位（2018年）。尤其以彌陀、永安一帶生產最為大量。台南市虱目魚養殖面積約4,980公頃，產量約2萬4千噸佔全臺第一。年產值約17億，主要分布於七股區、安南區、北門區、學甲區及將軍區。
虱目魚可養殖魚淡水、半淡鹹水及海水環境中。在台灣可分為淺坪式養殖和深水式養殖，淺坪式養殖為傳統養殖方法，會先在池底培養底藻作為虱目魚餌料，藉此降低飼料成本，多為粗放式養殖；深水式養殖以飼料為主要餌料，可進行高密度養殖，且較可以抵禦冬季低溫。

## 營養成分
| 分類         | 名稱         | 功效                         |
| ------------ | ------------ | ---------------------------- |
| 脂溶性維生素 | 維生素A      | 預防癌症、夜盲症與乾眼症     |
| 脂溶性維生素 | 維生素E      | 天然抗氧化劑                 |
| 水溶性維生素 | 維生素B2     | 預防口角炎                   |
| 水溶性維生素 | 菸鹼酸（B3） | 預防舌尖炎、口炎及癩皮病     |
| 不飽和脂肪酸 | EPA          | 可預防心血管疾病             |
| 不飽和脂肪酸 | DHA          | 可預防心血管疾病             |
| 礦物質       | 磷           | 維持體內電解質平衡           |
| 礦物質       | 鉀           | 維持體內電解質平衡           |
| 礦物質       | 鈉           | 維持體內電解質平衡           |
| 礦物質       | 鎂           | 調節生理機能                 |
| 礦物質       | 鐵           | 有助於血紅素及肌紅素運送氣體 |
| 礦物質       | 鋅           | 促進胰島素分泌、幫助醣類代謝 |

此外，虱目魚皮含有膠原蛋白，具有抗氧化能力。在抑制血管升壓素轉換酶之活性方面，其抑制能力有 90% 以上。

## 料理
由於虱目魚的細小骨刺較一般食用魚類來得多，台灣南部的虱目魚養殖業者通常會先送至加工廠把魚骨頭挑出來，例如虱目魚肚粥。或是加工成虱目魚丸、魚鬆以及罐頭。因虱目魚的肚子肉，味道肥美，台灣稱虱目魚肚。只需稍微料理，就是一道平民美食。

## 虱目魚節
彌陀虱目魚文化節每年冬季在高雄彌陀舉辦，已有二十年歷史。

## 外部連結
- Boneless Bangus
- FishBase entry for milkfish （页面存档备份，存于）
- SEAFDEC milkfish hatchery info （页面存档备份，存于）
- DA, Philippines, About Bangus
- 高雄市政府觀光局
- 虱目魚的图片 （页面存档备份，存于）